# آب‌انبار حاج آقا رضا
آب‌انبار حاج آقارضا مربوط به دوره صفوی است. این اثر در تاریخ ۲۸ فروردین ۱۳۵۷ با شمارهٔ ثبت ۱۶۲۶ به‌عنوان یکی از آثار ملی ایران به ثبت رسیده است.
این آب‌انبار که به همت حاج‌آقا رضا ذوالقدر جهرمی حاکم وقت و به روایتی توسط یکی از متمولین محله‌ی گازران به نام حاج‌آقا رضا بنا شده به همین نام نیز معروف شده است و اکنون در جنوب غربی جهرم، در حاشیه‌ی میدان آیت‌الله حق‌شناس قرار دارد.

## معماری بنا
ساختمان آب‌انبار حاج‌آقا رضا به صورت دوازده‌ضلعی با یک گنبد ۴متری روی آن است. مخزن این آب‌انبار گرد و حدود ۱۱۰متر مساحت و ۷متر عمق دارد و ۶دریچه و ۱۲ناودان در بالای هر ضلع است که آب سقف را به وسیله‌ی آنها به سمت مخزن هدایت می‌کردند. در داخل مخزن همچنین سنگ‌هایی در یک امتداد بیرون زده که از آنها به عنوان پله استفاده می‌کرده‌اند. بعضی از این سنگ‌ها در عمق خاصی نصب شده و از آنها به عنوان شاخص و تعیین میزان آب مخزن استفاده می‌شده است.

## نگارخانه

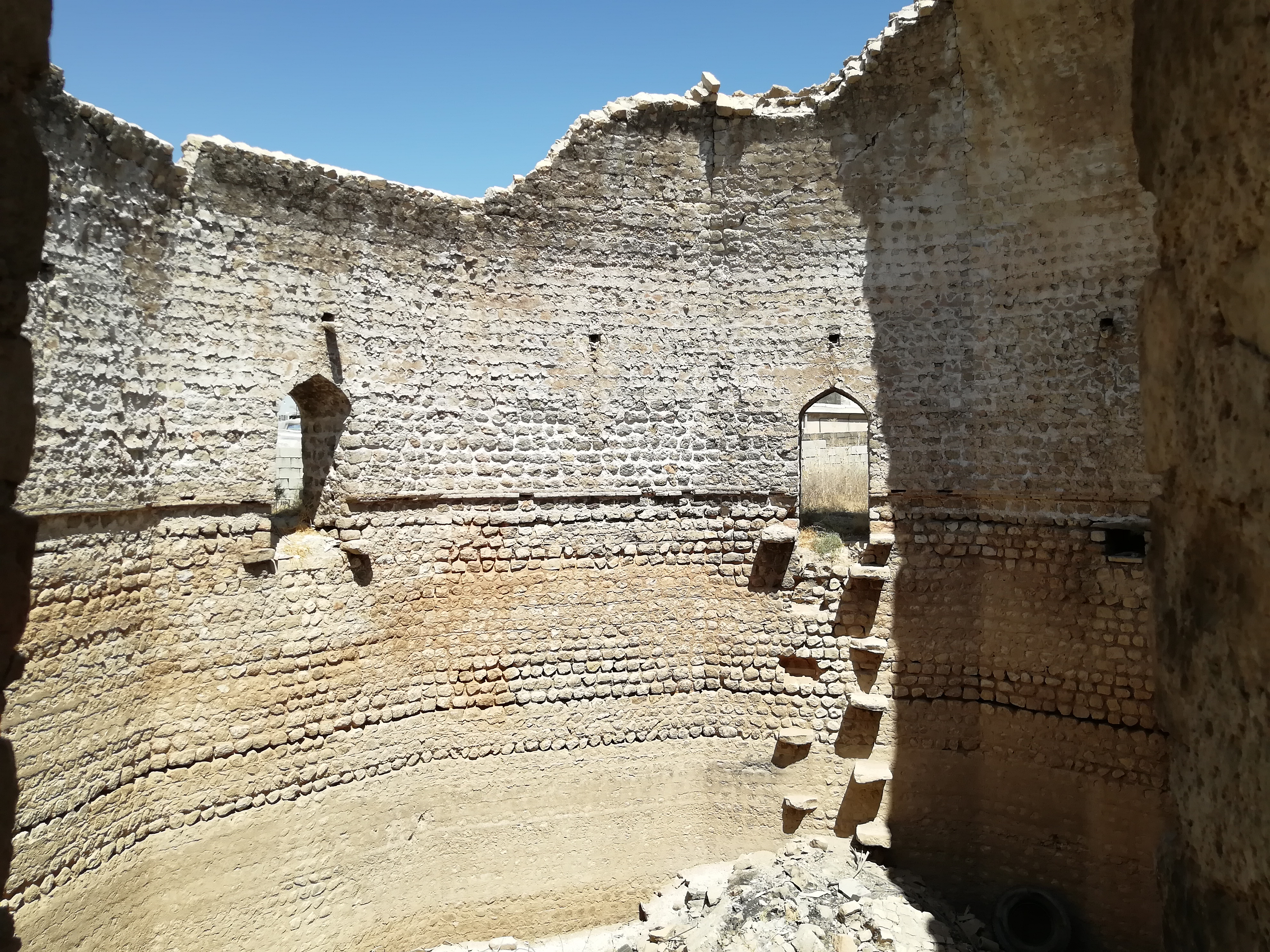
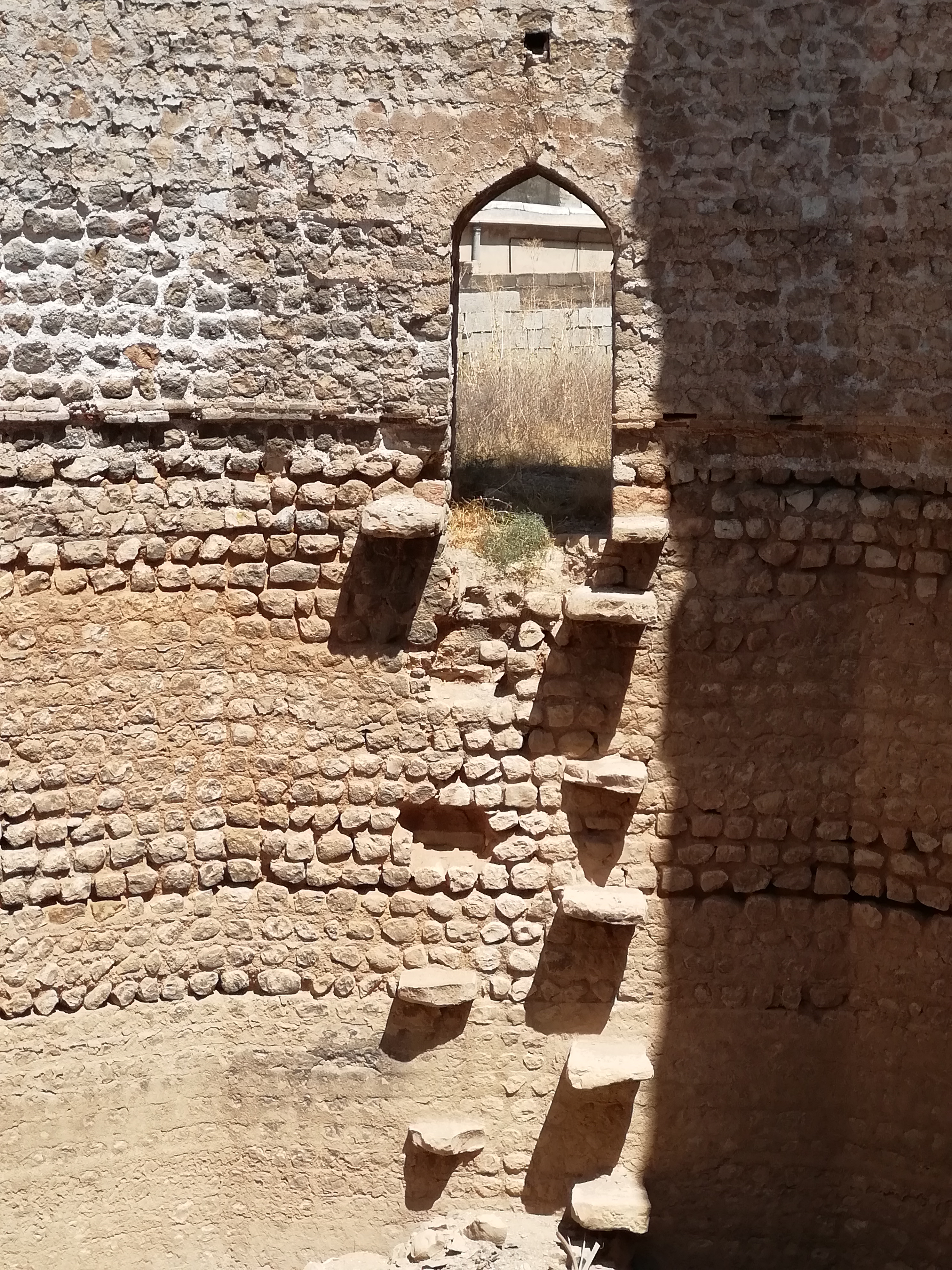
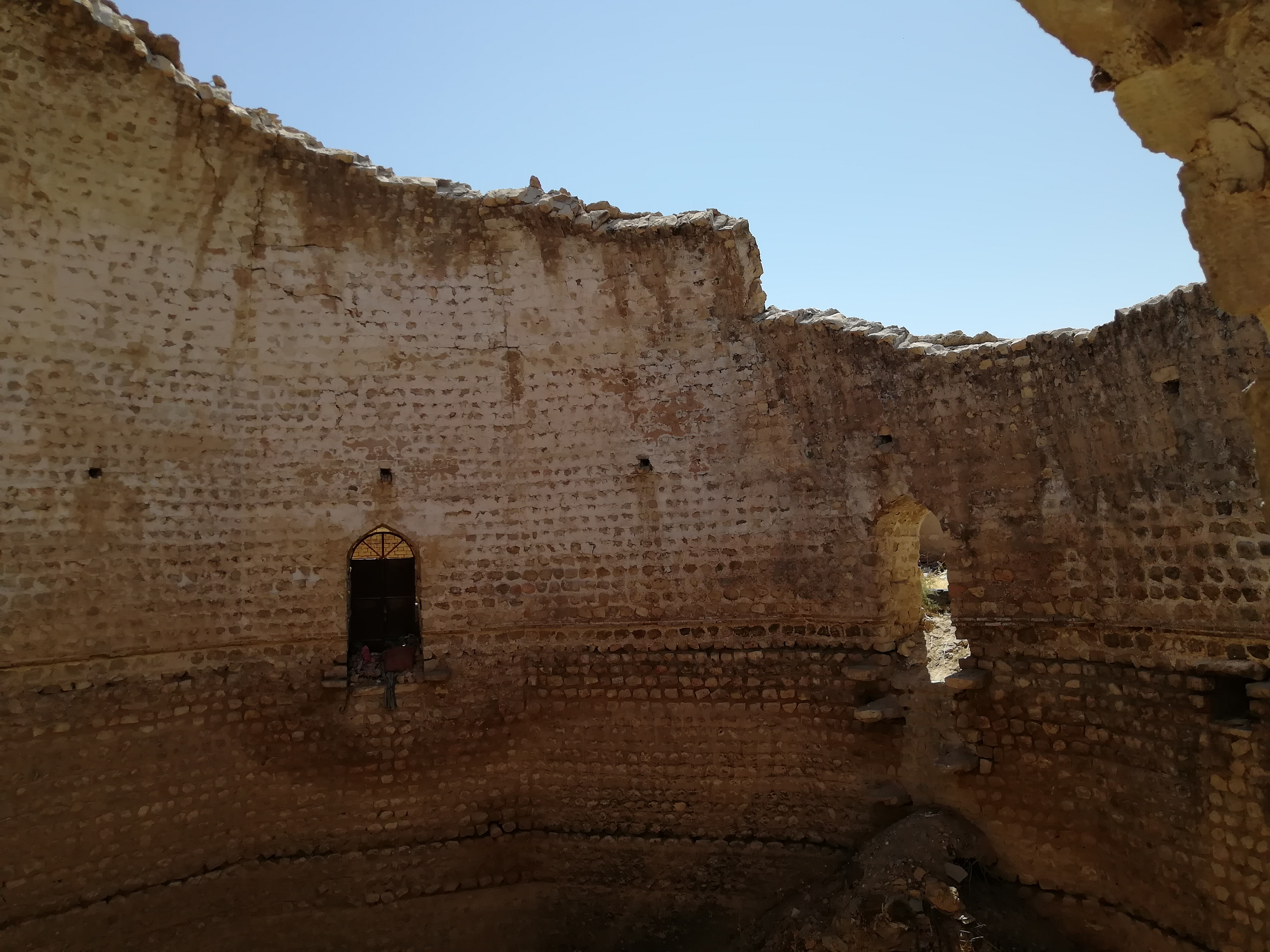
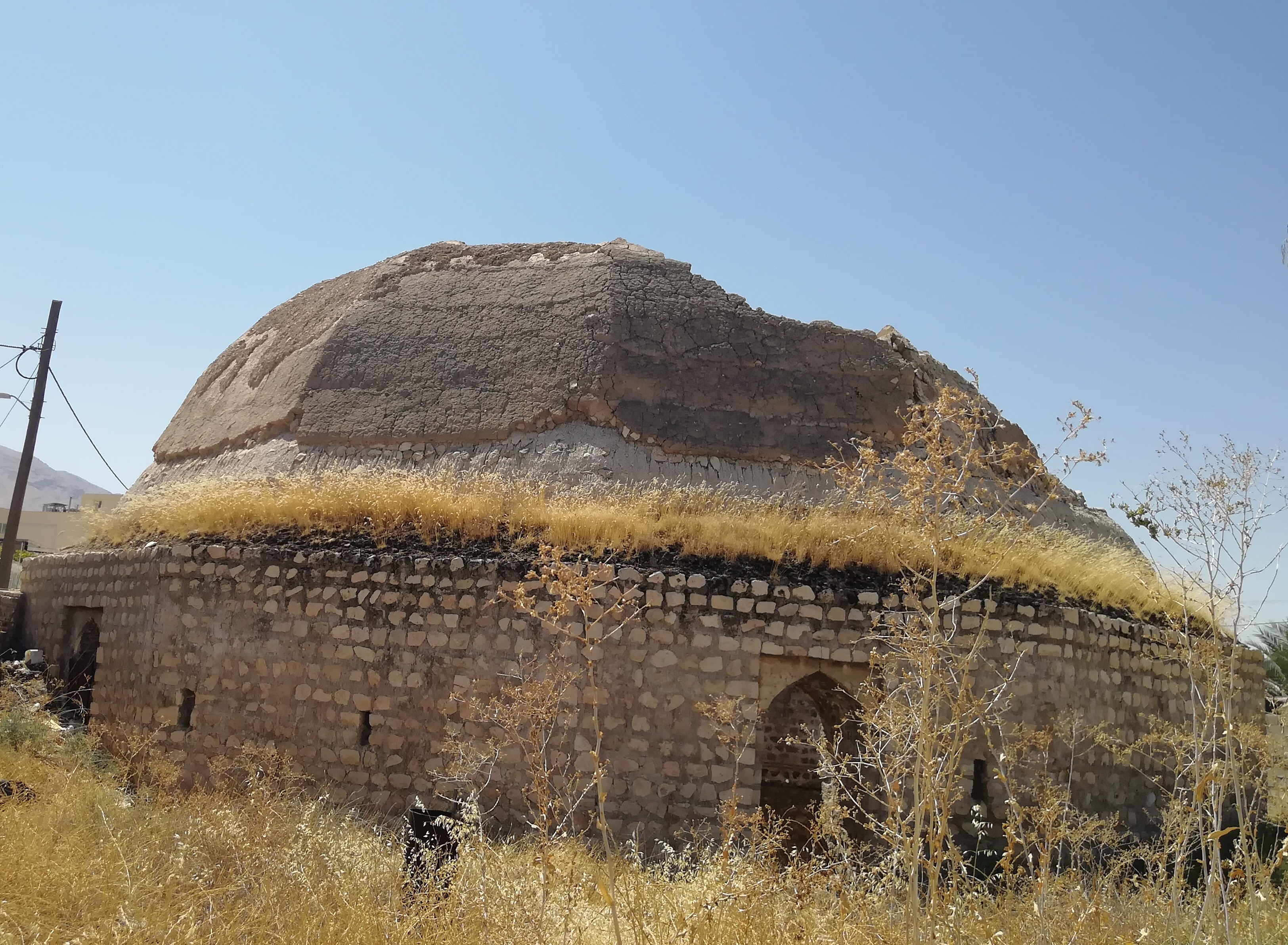